# Jennifer Carpenter
Jennifer Leann Carpenter (Louisville, Kentucky, 7. prosinca 1979.) je američka glumica. Najpoznatija je po ulozi Debre Morgan u TV seriji "Dexter", kao i po filmovima "Egzorcizam Emily Rose" i "Karantena".

## Vanjske poveznice
- Jennifer Carpenter u internetskoj bazi filmova IMDb-u (engl.)